# Samuel Hopkinson
Samuel Hopkinson (9 tháng 2 năm 1903 – 9 tháng 5 năm 1958) là một cầu thủ bóng đá người Anh. Ông thường thi đấu ở vị trí tiền đạo. Ông sinh ra ở Killamarsh, North East Derbyshire, thi đấu cho Shirebrook, Valley Road BC, Chesterfield, Ashton National, Manchester United và Tranmere Rovers.